# BRUZZ (televisiezender)
BRUZZ, voor 2016 bekend als TV Brussel, is de Nederlandstalige Brusselse regionale televisie.

## Historiek
Op 15 september 1993 werd TV-Brussel gelanceerd vanuit de Koninklijke Vlaamse Schouwburg. De missie bestond uit het kritisch informeren over de hoofdstad vanuit Vlaams-Brussels standpunt. TV-Brussel produceerde een gelijknamig tv-programma op Eén als wekelijkse samenvatting van hun Brusselse aanbod. Vanaf maart 2008 werd het weekoverzicht ook uitgezonden op de Congolese zender Antenna A.

## Structuur
De stadszender wordt gesubsidieerd door de Vlaamse Gemeenschap en de Vlaamse Gemeenschapscommissie. De redactie was gevestigd in het Flageygebouw dat toegankelijk was via de Belvédèrestraat 27 A in Elsene. Sinds 20 april 2016 maakt de zender deel uit van het gelijknamig mediaplatform BRUZZ.
| Tijdspanne  | Hoofdredacteur    |
| ----------- | ----------------- |
| 1993 - 1995 | Terry Verbiest    |
| 1996 - 2010 | Jan De Troyer     |
| 2010 - 2015 | Robert Esselinckx |